# 無響室

無響室の内部

無響室（むきょうしつ、anechoic room）とは、音の反射をほとんどなくし、室内での音の反響を無視できるほど小さく設計した部屋のことである。

## 概要
無響室は、自由音場の条件を実現するために、壁、天井、床を高い吸音性に仕上げてある。室外の音響や振動を完全に遮断するとともに、床・天井・壁を厚い吸音体で覆い、室内の反響が生じないようにしてある。工業製品や家電製品の動作音測定や音響機器開発などに用いられる。残響時間は、ほぼ0になる。そのため、周囲の音の反射具合に影響されずに、被測定物の発生または検出する音だけを忠実に測定できる。たとえば、スピーカーの周波数特性、マイクロホンの指向性などを測定するために使用する。
残響が非常に少ないため、聴覚的には壁・床・天井などあらゆる物体が自分の周囲にない状態と同じになる。そのため、無響室にこもり室内の照明を消すと、独特の浮遊感を得ることがある。また、会話をしても、発声に費やしたエネルギーの多くがすぐに当該室内の内面に吸収される。聞こえる音量が話者との距離の2乗に反比例するという初等物理学の法則（逆2乗の法則）がほぼ正確に反映され、少し離れると非常にかぼそい声しか聞こえなくなる。光に例えるなら、天井面や壁面に黒い塗装を施された部屋では、白い部屋と比較して照明が暗く感じるのと同じである。

## 構造

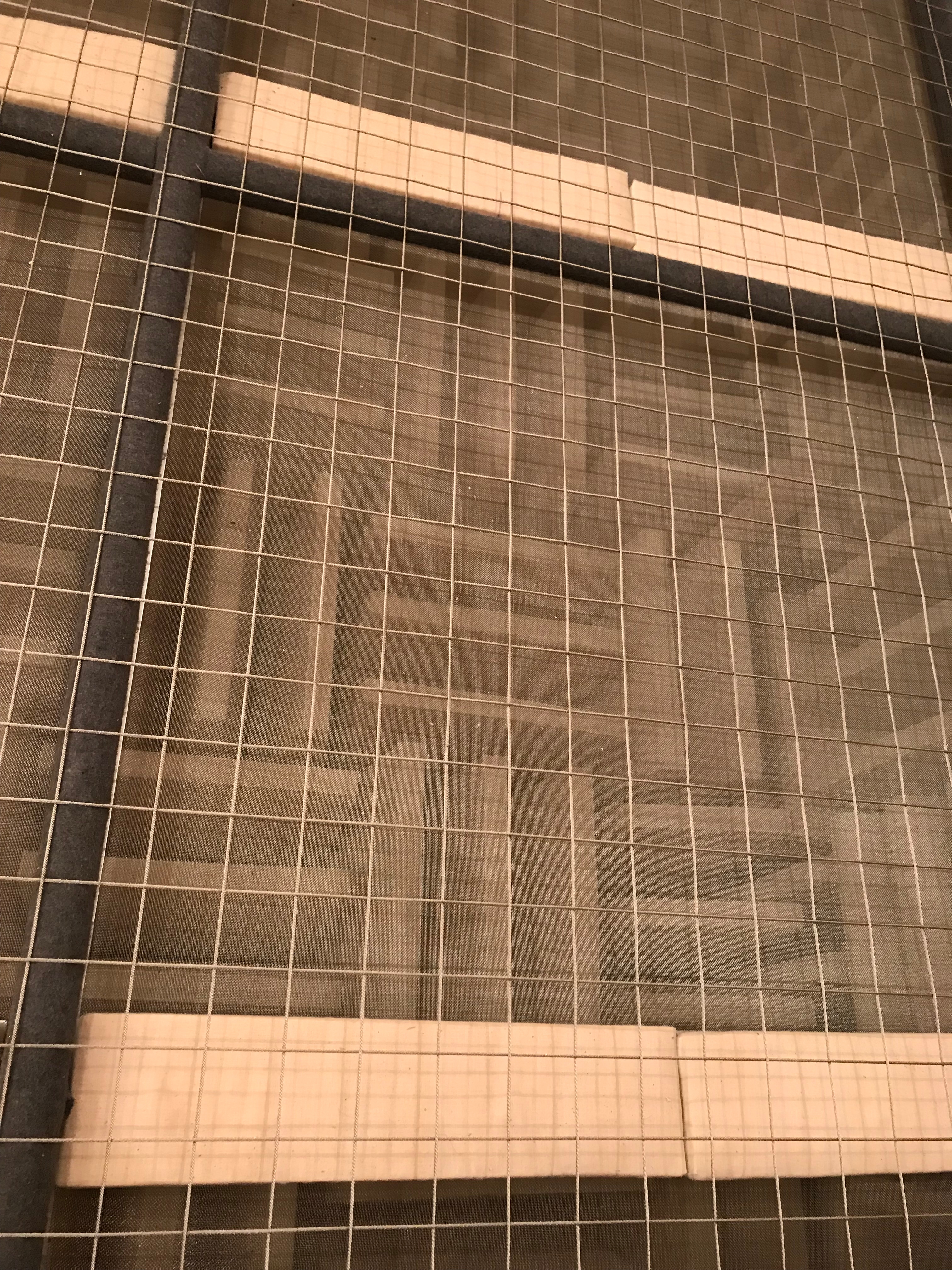
無響室の床

構造としては、グラスウールを針金の枠と薄い布で作った楔状の型の中に入れ、尖った方を部屋の内面方向にしてに床、壁、天井に隙間なく多数設置したものが一般的である（床は、すのこ状の鉄枠や格子状に張ったワイヤーなどで浮かす）。グラスウールは、単体でも優秀な吸音材だが、楔状にすることにより、楔面に到達した音波が隣り合う楔の表面で反射を繰り返すたびに減衰する（吸音される）ので、さらに吸音効果が大きくなる。前述同様にこれを光の反射・吸収の場合で示すと、多数の縫い針の針先（とがった方）をそろえて束ねると、針の表面は磨かれており光がかなり反射するにもかかわらず、針先面に入射した光が隣り合う針先の表面で反射を繰り返しながら奥に進むので、結果として真っ黒に見えることと同じ原理である。
また、遮音のために部屋全体が建物から弾性体で浮かされている場合もある。
床面のみが吸音されていない半無響室と呼ばれるものもあり、重量のある家電製品や自動車を測定する場合などに使われる。